# Ӂ
Ӂ、ӂは、キリル文字のひとつで、Жにブレーヴェを付けた文字である。ガガウズ語でのみ用いられる。冷戦期にはモルドバ語でも使われていた。

## 呼称
- ガガウズ語：
- モルドバ語：ӂе

## 音素
- 有声後部歯茎破擦音/ʤ/を表す。

## アルファベット上の位置
- 冷戦期のモルドバ語における第8字母である。

## Ӂに関わる諸事項
- Ӂに対応するガガウズ語ラテン文字はCである。これはトルコ語で同じ音価を持つ字である。
- モルドバ語で対応するラテン文字はGである。ただし、これはIかEの前に限られる。